# Lauge Koch

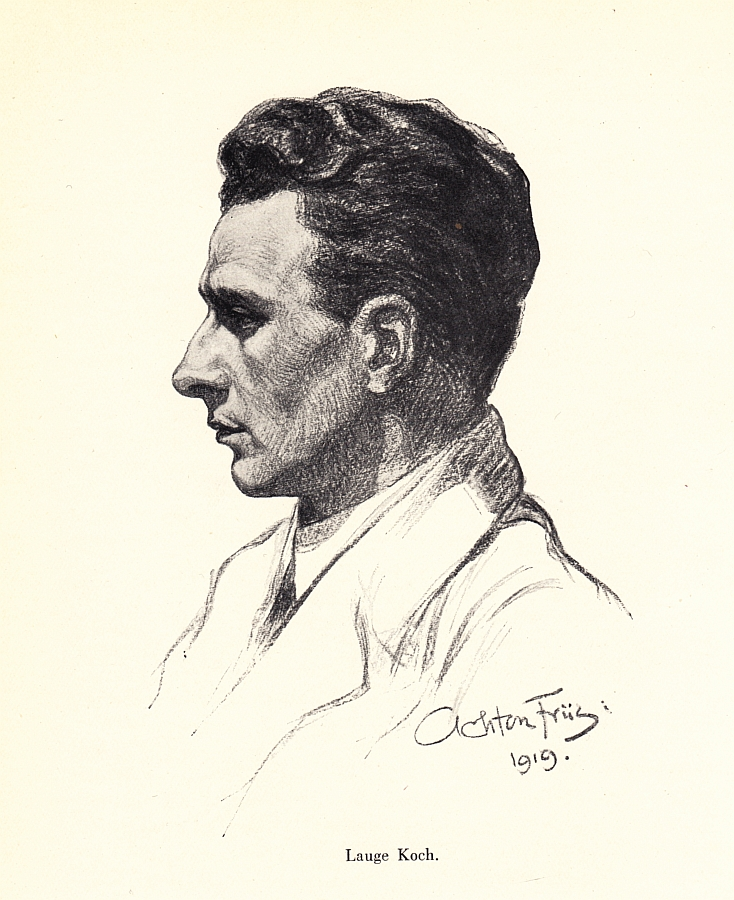
Lauge Koch 1919, porträtiert von Johannes Achton Friis

Svend Lauge Koch (* 5. Juli 1892 in Kærby bei Kalundborg; † 5. Juni 1964 in Kopenhagen) war ein dänischer Geologe, Kartograf und Polarforscher.

## Leben

### Frühes Leben
Lauge Koch war der Sohn des Pastors Carl Koch (1860–1925) und seiner Frau Elisabeth Christine Knauer (1861–1935). Sein Urgroßvater war der bedeutende Theologe und Bischof Carl Frederik Balslev (1805–1895).
Er besuchte die Schule in Ribe, die er 1911 mit der Hochschulberechtigung abschloss. Anschließend studierte er Geologie. 1913 wurde er vom Botaniker Johannes Eugenius Bülow Warming nach Grönland gesandt, um Pflanzenfossilien auf der Diskoinsel zu sammeln, wobei Lauge Koch sich vor allem für die grönländischen Gletscher interessierte. Gemeinsam mit Therkel Mathiassen untersuchte er 1916 die archäologischen Überreste einer Siedlung im Moorgebiet Mullerup Mose bei Slagelse. Anschließend reiste er wieder nach Grönland, wo er von 1916 bis 1918 als Geologe und Kartograf an Knud Rasmussens Zweiter Thule-Expedition teilnahm. Er kartografierte erstmals einen großen Teil der nordgrönländischen Küste und untersuchte den geologischen Aufbau des Gebiets. Da zwei Mitglieder bei der Expedition ums Leben kamen, zerstritten sich Lauge Koch und Knud Rasmussen. 1920 schloss er das Studium als Magister ab.

### Karrierehöhepunkt
In den Jahren zuvor hatte er die Jubiläumsexpedition geplant, bei der 200 Jahre nach der Kolonisation Grönlands durch Hans Egede 1721 die letzten unbekannten Gebiete der grönländischen Küste kartografiert werden sollte. Nach dem Abschluss des Studiums reiste er 1920 gemeinsam mit drei Grönländern vom Kolonialdistrikt Thule aus nordostwärts nach Peary Land und zurück über das Inlandseis. Neben der Kartografierung der letzten Küstenabschnitte konnte Lauge Koch auch identifizieren, was Robert Edwin Peary seinerzeit für den Pearykanal gehalten hatte: Das mit einem großen See gefüllte Wandel Dal. Daneben fand er als Geologe auch heraus, dass die Ostküstengebirge Grönlands aus der Kaledonischen Orogenese entstanden waren.
Am 16. August 1924 heiratete er in Stockholm die Schwedin Eva Birgit Sofia Kewenter (1897–1933), Tochter des Botanikers Carl Filip Gunnar Andersson (1865–1928) und seiner Frau Anna Tabita Glasell (1863–1920). Aus der Ehe gingen die drei Kinder Carl, Hans Ove und Gunnar hervor.
Lauge Kochs wissenschaftliche Arbeit wurde hoch gelobt, und er wurde von 1924 bis 1926 als Gastdozent an Universitäten in den Vereinigten Staaten, Polen und der Tschechoslowakei berufen. 1926 wurde er von Grønlands Styrelse zum Staatsgeologen für Grönland ernannt. Von 1926 bis 1927 führte er eine weitere geologische Expedition mit Ausgangspunkt in Ittoqqortoormiit durch, bei der die Geologie Nordostgrönlands weiter erforscht wurde. 1929 wurde er zum Dr. phil. promoviert. 1929 und 1930 führte er zwei weitere geologische Expeditionen in Nordostgrönland durch.
Von 1931 bis 1934 organisierte er eine vom Carlsbergfondet, von der dänischen Regierung sowie privat finanzierte Expedition nach Kong Christian X Land, an der zahlreiche dänische und internationale Kartografen, Geologen, Zoologen, Botaniker und Archäologen teilnahmen. Die Expedition hatte ihre Basis vor allem auf Ella Ø und in Eskimonæs. Dies war die erste Expedition in Grönland, bei der Flugzeuge genutzt wurden, zwei bei der dänischen Marine ausgeliehene Wasserflugzeuge der Ernst Heinkel Flugzeugwerke. Die Ergebnisse der Expedition waren so umfangreich, dass sie mehrere Bände der Meddelelser om Grønland füllten. Die Expedition war zudem einer der Gründe dafür, dass der Ständige Internationale Gerichtshof in Den Haag 1933 die Territorialstreitigkeiten um Ostgrönland nach der Okkupation durch Norwegen zugunsten Dänemarks entschied.

### Private und fachliche Probleme
Während Lauge Koch auf Expedition war, starb seine Frau 1933 im Alter von 35 Jahren in Kopenhagen. Am 6. Januar 1936 heiratete er in Frederiksberg die über 20 Jahre jüngere Schwedin Ulla Richert (1913–2005), Tochter des Botschafters Arvid Gustaf Richert (1887–1981) und seiner Frau Sara Margareta „Margit“ Nisser (1888–1965). Aus der Ehe ging die Tochter Mette Margareta hervor.
Während die Forschungen in Nordostgrönland bis zum Ausbruch des Zweiten Weltkriegs fortgesetzt wurden und Lauge Kochs internationales Ansehen in der Wissenschaftswelt immer weiter stieg, begann dieser angesichts des Erfolgs überheblich zu werden. Er brach mit seinen früheren Kollegen und Freunden Knud Rasmussen, Ejnar Mikkelsen, Therkel Mathiassen und Kaj Birket-Smith und sah sie als Amateure an. Daraufhin handelte er sich auch zunehmend Kritik ein, als beispielsweise 1935 sein Band zu Grönland in Geologie der Erde von anderen Geologen wegen fehlender theoretischer Kenntnisse, fehlerhafter Aussagen und Ignoranz bisheriger akzeptierter Forschung bemängelt wurde. Anstatt der in der Öffentlichkeit diskutierten Kritik entgegenzutreten, zeigte Lauge Koch seine Kollegen wegen Beleidigung an und nach der Abweisung der Klage vor dem Østre Landsret 1937 ging der Fall bis zum Højesteret, wo sie jedoch auch abgewiesen wurde. Der Fall führte zu einer Debatte über die Meinungsfreiheit in der Wissenschaft. Die Angelegenheit sorgte für das Ende von Lauge Kochs wissenschaftlichem Höhenflug.
1940 wurde die Ehe zwischen Lauge Koch und Ulla Richert geschieden und sie heiratete 1943 den Juristen Leonard Magnus Wærn (1914–1973). Im Juni 1944 heiratete Lauge Koch in dritter Ehe Edith Mary Nielsen (1902–1976), Tochter des Bäckers Carl Theodor Nielsen (1878–1959) und seiner Frau Emily Birthe Mortensen (1882–1948).

### Späteres Leben
Nach dem Zweiten Weltkrieg wurde die Erforschung Grönlands an den staatlichen Ausschuss Grønlands Geologiske Undersøgelse übergeben, dem Lauge Koch vorstand, aber fortan war er selbst kaum noch in die aktive Forschung involviert. Er unterstützte jedoch den Schweizer John Haller (1927–1984) derweil bei weiteren Kartografierungsarbeiten in Ostgrönland. Von 1949 bis 1951 leitete er die Untersuchungen bei Mestersvig, die zum späteren Abbau von Blei führten.
Lauge Koch wurde vielfach ausgezeichnet. 1923 erhielt er die Fortjenstmedaljen in Silber, 1927 wurde er zum Ritter des Dannebrogordens ernannt, 1933 zum Dannebrogmand, 1934 jeweils zum Kommandeur des schwedischen Nordstern-Ordens und des finnischen Ordens der Weißen Rose ernannt, im selben Jahr erhielt er den französischen Ordre de l’Instruction Publique und im Jahr darauf wurde er Offizier der französischen Ehrenlegion, 1935 erhielt er die Fortjenstmedaljen in Gold, 1956 wurde er Kommandeur des Dannebrogordens und 1962 Kommandeur 1. Grades. 1960 wurde er zum Ehrendoktor der Universität Basel ernannt und 1963 wurde er Ehrendoktor an der kanadischen McGill University. Lauge Koch war (Ehren-)Mitglied der Geografischen Gesellschaften in Kopenhagen, Oslo, Göteborg, Stockholm, Helsinki, Antwerpen, London, Moskau, New York City und Berlin. Daneben war er Mitglied des Explorers Club, der Geological Society of America, der Naturforschenden Gesellschaft Schaffhausen, der Société géologique de France, der Académie des Sciences und der Kartografiska Sällskapet. Er erhielt 1924 die Vega-Medaille, 1927 die Patron’s Medal und die Hans-Egede-Medaille, 1928 die Karl-Ritter-Medaille, 1929 die Gaudy-Medaille, 1930 die Charly-P.-Daly-Medaille, 1933 die Roquette-Medaille, 1949 die Mary Clark Thompson Medal, und 1961 die Rink-Medaille und die AAPG Medal.
Lauge Koch starb 1964 in der Diakonissestiftelsen in Kopenhagen im Alter von 71 Jahren und wurde auf dem Friedhof in Hørsholm begraben.